# 5月29日
5月29日（ごがつにじゅうくにち）は、グレゴリオ暦で年始から149日目（閏年では150日目）にあたり、年末まではあと216日ある。

## できごと

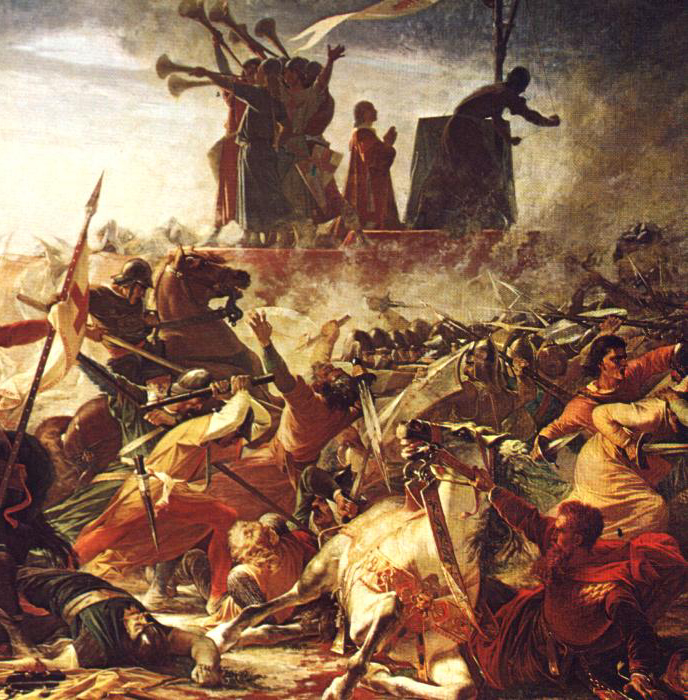
レニャーノの戦い(1176)

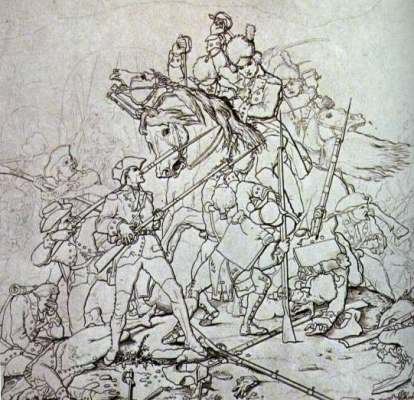
アメリカ独立戦争、ワックスホーの虐殺(1780)。南部の世論がイギリスから離れる契機となった。

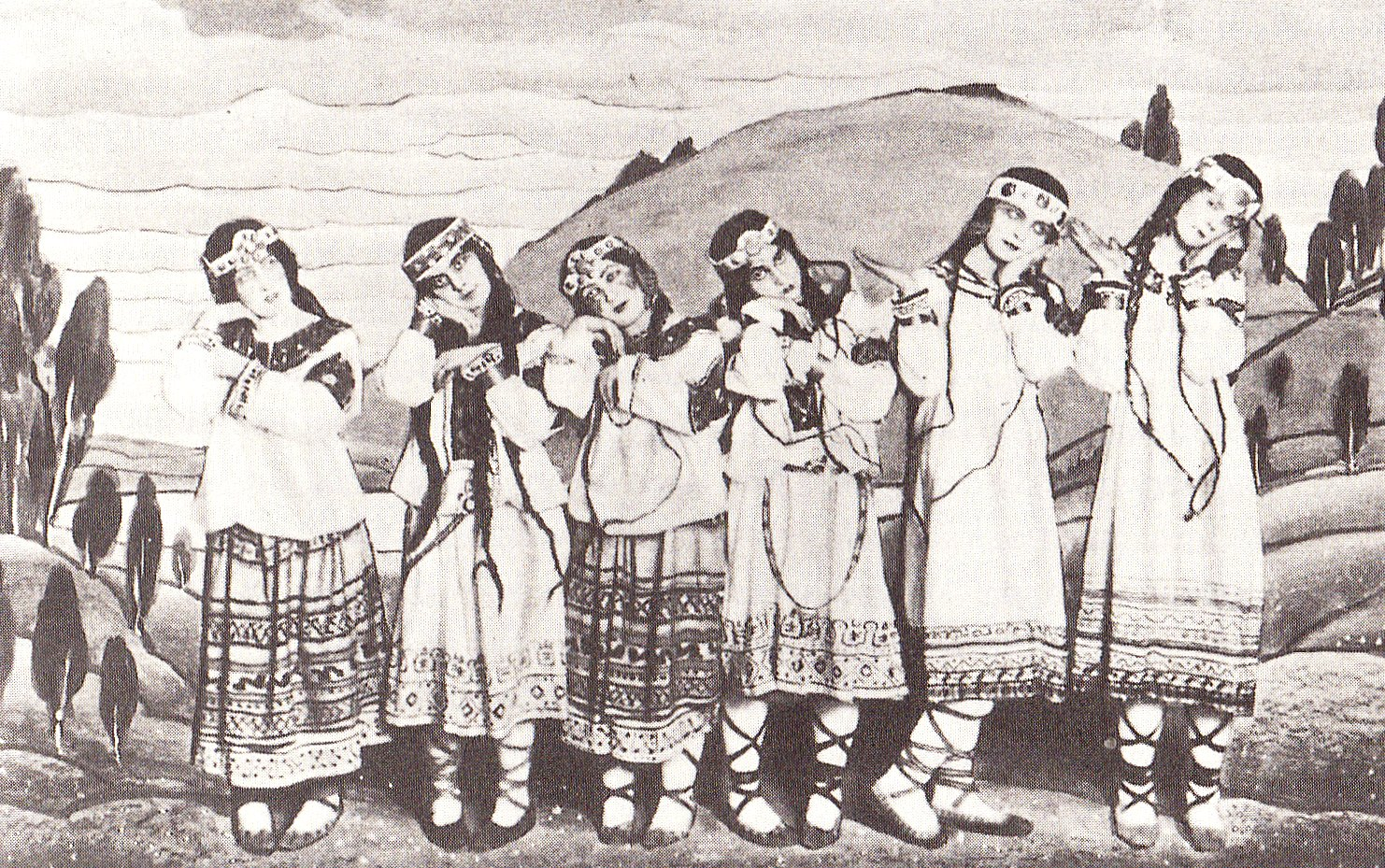
ストラヴィンスキー『春の祭典』初演(1913)。画像は初演時のバレエ・ダンサーたち。

- 363年 - クテシフォンの戦い（英語版）: ローマ皇帝ユリアヌスがサーサーン朝の首都クテシフォンの城壁まで進撃するが、クテシフォンの街は落とせず撤退。
- 526年 - 東ローマ帝国のアンティオキアで大地震が発生。推定死者数は約25万から30万人。（参考:地震の年表）
- 1176年 - レニャーノの戦い: ロンバルディア同盟軍が神聖ローマ皇帝フリードリヒ1世の軍を破る。
- 1293年（正応6年4月22日） - 平禅門の乱。
- 1453年 - コンスタンティノポリスが陥落し、東ローマ帝国滅亡。
- 1582年（天正10年5月8日） - 備中高松城の戦い: 豊臣秀吉が、水攻めのため備中高松城を包囲する堤防の建設を開始。12日間で完成。
- 1605年（慶長10年4月12日） - 豊臣秀頼が右大臣に任ぜられる。
- 1660年 - フランスに亡命していたチャールズ2世がロンドンに入城してイングランド王となり、王政復古がなる。
- 1780年 - アメリカ独立戦争: ワックスホーの虐殺。
- 1790年 - ロードアイランド州がアメリカ合衆国憲法を批准し、アメリカ合衆国13番目の州となる。
- 1848年 - ウィスコンシン準州が州に昇格し、アメリカ合衆国30番目の州・ウィスコンシン州となる。
- 1867年 - 「アウスグライヒ」として知られるオーストリアとハンガリーの間の合意がなされる。これによりオーストリア＝ハンガリー帝国が誕生する。
- 1886年 - ジョン・ペンバートンが初めてコカ・コーラの広告を出す。
- 1891年 - 青木周蔵外相が大津事件の無期懲役判決の責任をとって辞任。
- 1912年 - ドビュッシーの管弦楽作品『牧神の午後への前奏曲』のバレエ版『牧神の午後』が初演。
- 1913年 - ストラヴィンスキーのバレエ音楽『春の祭典』が初演。
- 1919年 - アルベルト・アインシュタインの一般相対性理論の正しさが、プリンシペ島でのアーサー・エディントンの、およびブラジルでのアンドリュー・クロンメリンの皆既日食の観測によって裏付けされる。（1919年5月29日の日食）
- 1932年 - 赤松克麿が日本国家社会党を結成。
- 1943年 - 第二次世界大戦・アリューシャン方面の戦い: アッツ島の日本軍守備隊が米上陸軍の攻撃で全滅し、アッツ島の戦いが終結。
- 1945年 - 第二次世界大戦・日本本土空襲: 横浜大空襲。
- 1948年 - 国際連合休戦監視機構を創設。
- 1953年 - エドモンド・ヒラリーがシェルパのテンジン・ノルゲイとともに、エベレストに世界初登頂。
- 1954年 - 第1回ビルダーバーグ会議が開会。
- 1961年 - 青森県八戸市で放火による火災。台風4号によるフェーン現象もあり市街地に延焼、死者4人、全焼家屋707戸を出す被害[1]。
- 1961年 - 東京都晴海で国際ロータリークラブ大会が開催。国内1万6000人、海外から7000人が参加[2]。
- 1966年 - 中国・清華大学附属中学校の学生が初の紅衛兵を結成。
- 1973年 - 日本の増原惠吉防衛庁長官が内奏時の昭和天皇の発言を漏らしたことが政治問題化し、辞任。（増原内奏問題）
- 1974年 - 大阪市営地下鉄谷町線の都島駅 - 東梅田駅間が開業。
- 1981年 - 京都初の地下鉄・京都市営地下鉄烏丸線が開業。
- 1982年 - ローマ教皇ヨハネ・パウロ2世が、ローマ教皇としては初めてイギリス国教会のカンタベリー大聖堂を訪問。
- 1985年 - ヘイゼルの悲劇。ブリュッセルのエゼル競技場で、サポーター同士が暴徒化し死者39名を出す大惨事に。
- 1990年 - ボリス・エリツィンがロシア・ソビエト連邦社会主義共和国の初代最高会議議長に就任。
- 1991年 - エリトリアがエチオピアからの独立を宣言。1993年に承認される。
- 1993年 - 元山で北朝鮮によるミサイル発射実験。
- 1996年 - イスラエル初の首相公選でリクードのベンヤミン・ネタニヤフ党首が当選。
- 2004年 - ワシントンD.C.の第二次世界大戦記念碑の除幕式。

第二次世界大戦記念碑除幕(2004)

- 2010年 - ラブライブ!のプロジェクト始動を電撃G's magazineで発表。ラブライブ!シリーズの第1作。
- 2015年 - 口永良部島の新岳が噴火。噴火警戒レベル制定後初めて、最高レベルである噴火警戒レベル5が発表される[3]。
- 2019年 - ハンガリー遊覧船沈没事故[4]。

## 誕生日

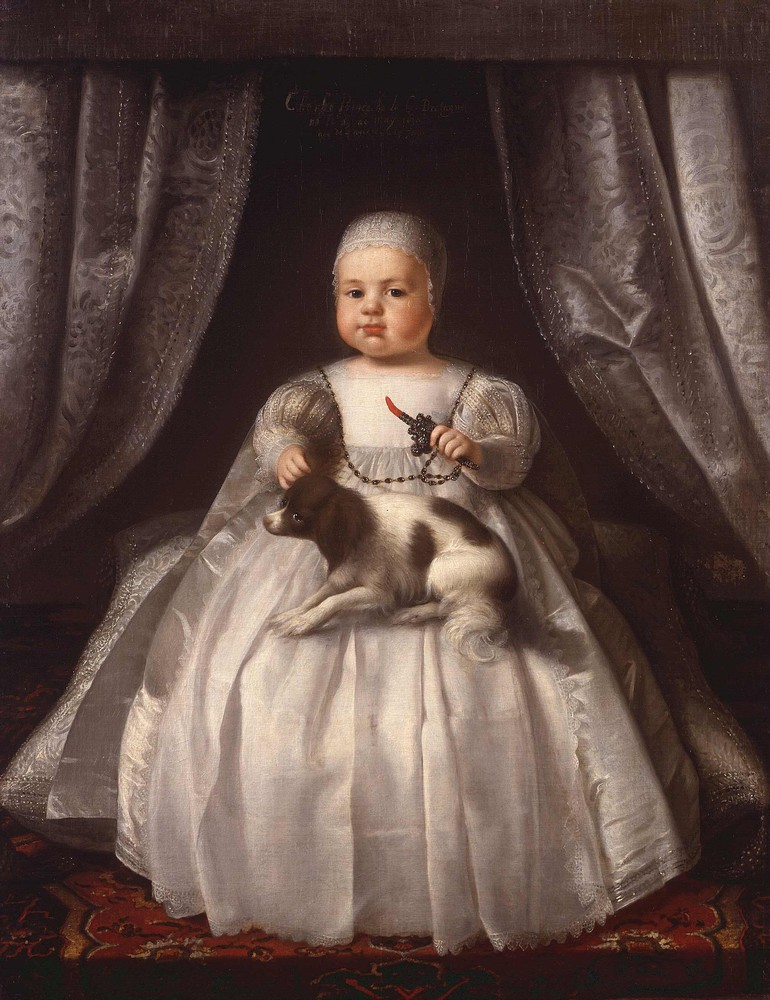
イングランド王チャールズ2世(1630-1685)誕生。1660年の誕生日に王政復古を果たす。

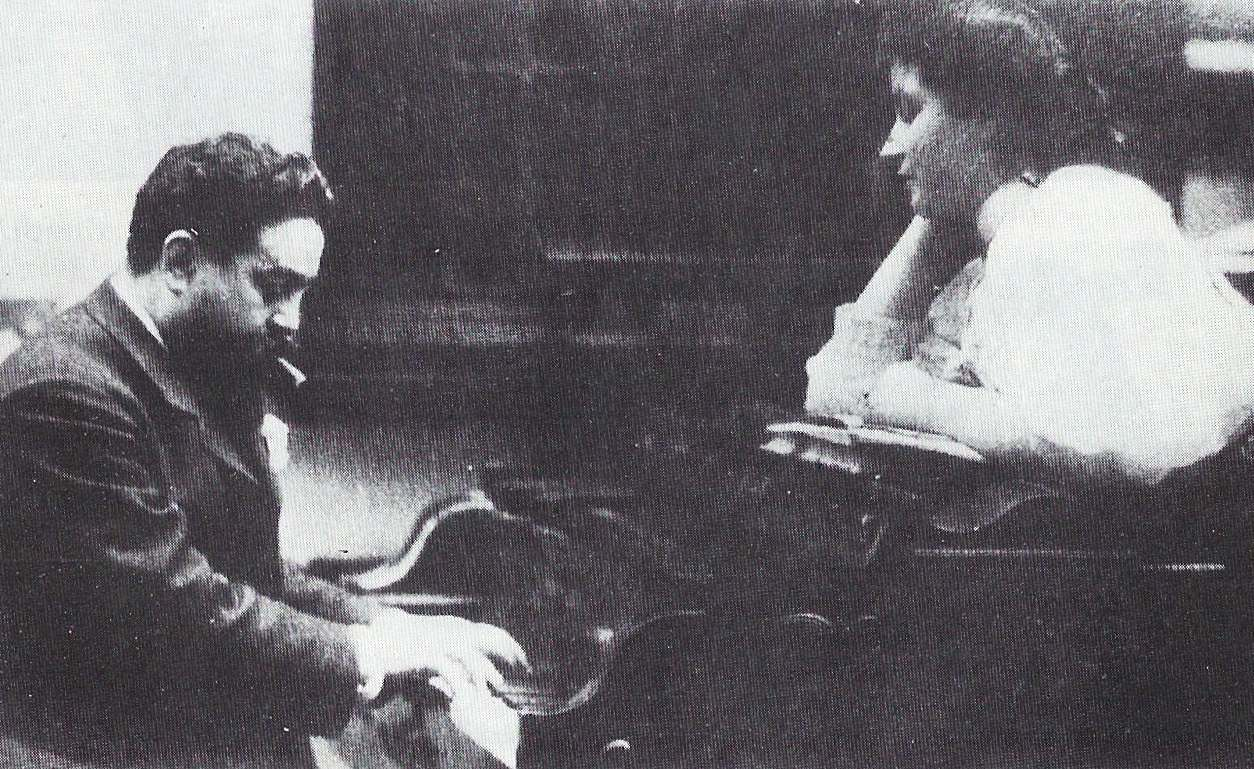
作曲家イサーク・アルベニス(左;1860-1909)誕生。

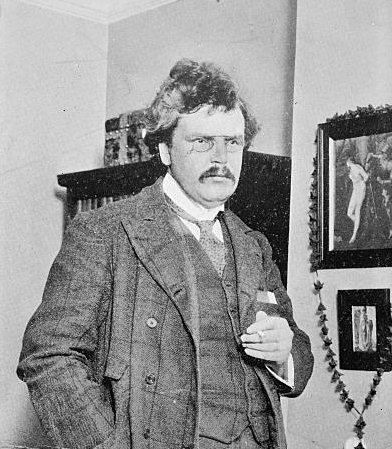
作家・推理作家、ギルバート・ケイス・チェスタートン(1874-1936)誕生。

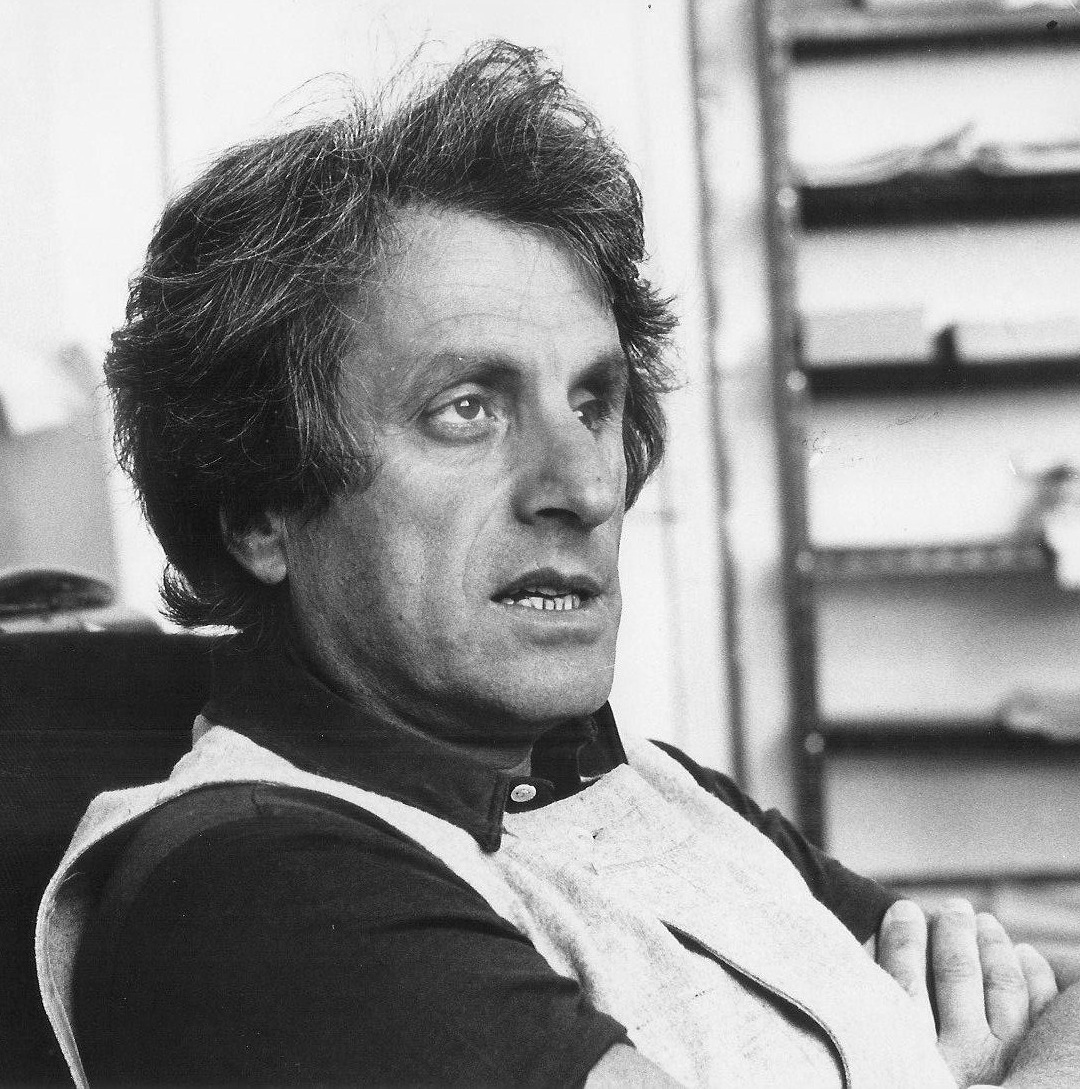
現代音楽の作曲家ヤニス・クセナキス(1922-2001)誕生。

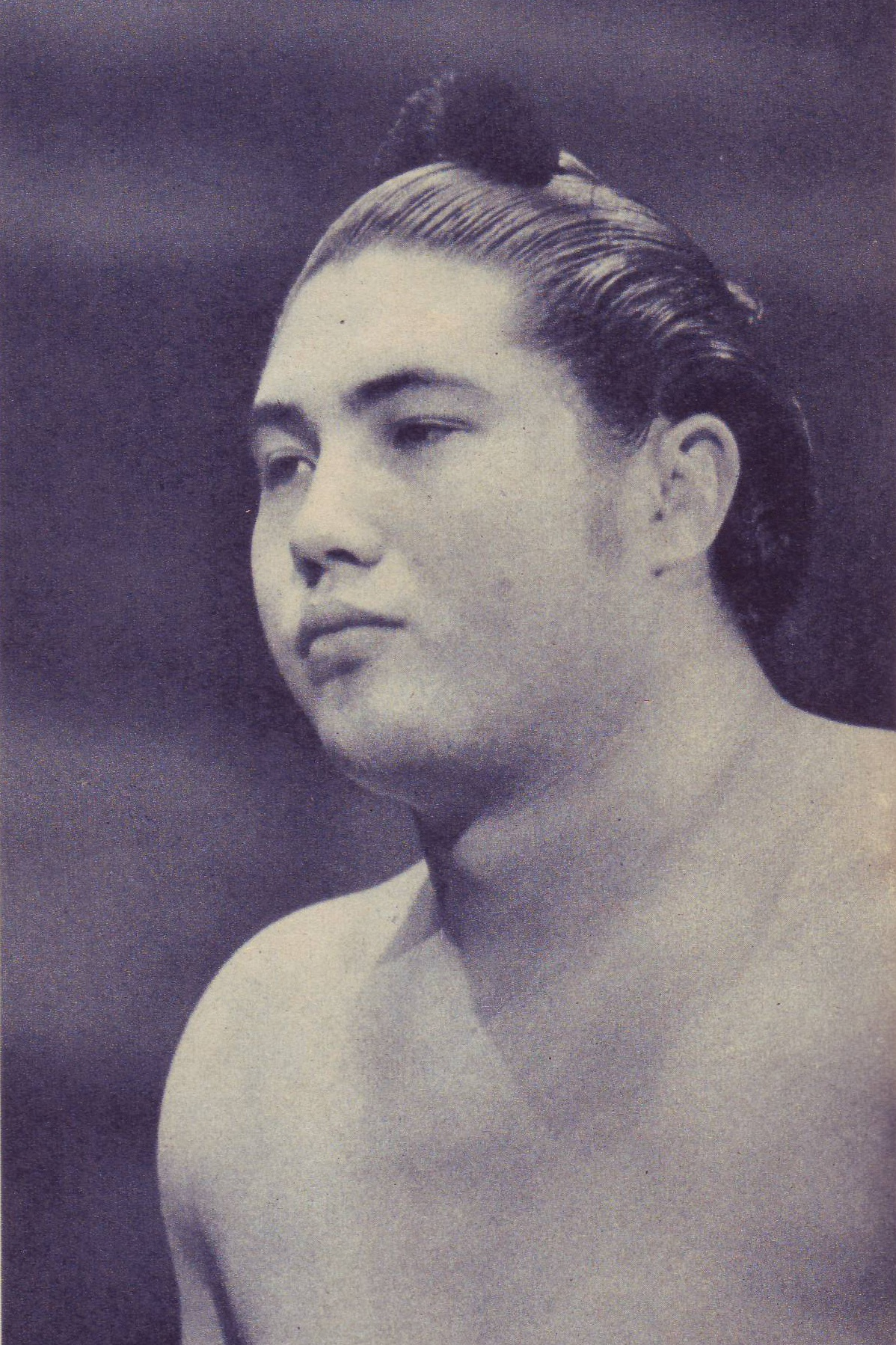
第48代横綱大鵬幸喜(1940-2013)誕生。

- 1630年 - チャールズ2世、イングランド王（+ 1685年）
- 1736年 - パトリック・ヘンリー、弁護士、政治家（+ 1799年）
- 1781年 - ジョン・ウォーカー、化学者、発明家（+ 1859年）
- 1791年（寛政3年4月27日） - 醍醐輝弘、公卿（+ 1859年）
- 1794年 - アントワーヌ・ビュシー、化学者（+ 1882年）
- 1794年 - ヨハン・ハインリッヒ・メドラー、天文学者（+ 1874年）
- 1815年 - アンリ・ボードリエ、書誌学者（+ 1884年）
- 1830年 - ルイーズ・ミシェル、無政府主義者（+ 1905年）
- 1857年（安政4年5月7日） - 伊東巳代治、官僚、政治家（+ 1934年）
- 1857年 - フランツ・バルツァー、鉄道技術者（+ 1927年）
- 1860年 - イサーク・アルベニス、作曲家（+ 1909年）
- 1868年 - アブデュルメジト2世、オスマン帝国のカリフ（+ 1944年）
- 1874年 - ギルバート・ケイス・チェスタートン、推理作家（+ 1936年）
- 1875年 - ジョヴァンニ・ジェンティーレ、哲学者（+ 1944年）
- 1881年 - 山本厚三、実業家、政治家（+ 1950年）
- 1882年 - 野口雨情、詩人、作詞家（+ 1945年）
- 1883年 - アラン・ロイ・ダフォー、産科医（+ 1943年）
- 1889年 - 内田百閒、小説家（+ 1971年）
- 1894年 - ジョセフ・フォン・スタンバーグ、映画監督（+ 1969年）
- 1897年 - エーリヒ・ヴォルフガング・コルンゴルト、作曲家（+ 1957年）
- 1897年 - ヨハネス・ヴィンクラー、宇宙工学者（+ 1947年）
- 1899年 - 青柳瑞穂、仏文学者、詩人、美術評論家、翻訳家（+ 1971年）
- 1901年 - 坂倉準三、建築家（+ 1969年）
- 1903年 - ボブ・ホープ、コメディアン（+ 2003年）
- 1907年 - 中井徳次郎、政治家、元三重県上野市（現伊賀市）市長（+ 1991年）
- 1908年 - 服部四郎、言語学者（+ 1995年）
- 1909年 - 戸村一作、社会運動家、政治家（+ 1979年）
- 1910年 - ラルフ・メトカーフ、陸上選手、政治家（+ 1978年）
- 1913年 - 鈴木永二、実業家、元三菱化成社長、第6代日経連会長（+ 1994年）
- 1915年 - 森弘太郎、プロ野球選手（+ 1966年）
- 1916年 - 丸茂重貞、参議院議員（+ 1982年）
- 1917年 - ジョン・F・ケネディ、政治家、第35代アメリカ合衆国大統領（+ 1963年）
- 1918年 - 鬼塚喜八郎、アシックス創業者（+ 2007年）
- 1918年 - 前田竹虎、実業家、日本初のジグソーパズル・野球盤開発者、エポック社創業者（+ 1997年）
- 1922年 - ヤニス・クセナキス、作曲家（+ 2001年）
- 1923年 - ハリー・スミス、芸術家（+ 1991年）
- 1924年 - 木村保久、元プロ野球選手（+ 2015年）
- 1926年 - 宮沢澄也、元プロ野球選手（+ 没年不詳）
- 1928年 - 佐藤勝、作曲家（+ 1999年）
- 1929年 - 高野悦子、映画運動家（+ 2013年）
- 1929年 - ピーター・ヒッグス、物理学者（+ 2024年）
- 1930年 - 豊岡豊、ジャズミュージシャン、指揮者、バンドマスター（+ 2012年）
- 1931年 - 芦屋雁之助、俳優、脚本家、演出家（+ 2004年）
- 1933年 - 山崎唯、ミュージシャン、俳優、声優（+ 1990年）
- 1934年 - 堤義明、実業家、元西武鉄道グループオーナー
- 1936年 - 下重暁子、作家、評論家、エッセイスト
- 1936年 - 橋本康、農業工学者、愛媛大学名誉教授
- 1936年 - 青木惇、元プロ野球選手
- 1937年 - 美空ひばり、歌手 （+ 1989年）
- 1938年 - フェイ・ヴィンセント、第8代MLBコミッショナー（+ 2025年）
- 1939年 - アル・アンサー、レーシングドライバー（+ 2021年）
- 1940年 - 大鵬幸喜、大相撲第48代横綱（+ 2013年）
- 1941年 - ダグ・スコット、登山家（+ 2020年）
- 1942年 - 北野大、工学博士
- 1942年 - 飯高茂、数学者
- 1942年 - 高橋明、元プロ野球選手（+ 2006年）
- 1944年 - 池上遼一、漫画家
- 1944年 - ヘルムート・バーガー、俳優、ソーシャライト （+ 2023年）
- 1945年 - ゲイリー・ブルッカー、ロック歌手、ピアニスト（+ 2022年）
- 1946年 - 大橋穣、元プロ野球選手（+ 2025年）
- 1948年 - 佐々木利和、文化人類学者、東京国立博物館名誉館員
- 1948年 - 伊熊博一、元プロ野球選手（+ 2010年）
- 1949年 - ロバート・アクセルロッド、俳優、声優（+ 2019年）
- 1950年 - リビー・ジャクソン、歌手
- 1953年 - 市川伸一、心理学者
- 1953年 - 岩崎ひろし、声優
- 1953年 - ダニー・エルフマン、作曲家
- 1953年 - マイク・デュプリー、元プロ野球選手
- 1955年 - 花増幸二、元プロ野球選手
- 1956年 - ラトーヤ・ジャクソン、歌手
- 1957年 - 三代目桂小文治、落語家
- 1957年 - 柿木園悟、プロ野球審判員
- 1957年 - 美口博、元プロ野球選手
- 1957年 - 田中裕二、ミュージシャン（安全地帯）（+ 2022年）
- 1957年 - ジャン＝クリストフ・ヨッコス、数学者（+ 2016年）
- 1958年 - アネット・ベニング、女優
- 1959年 - 斎藤ネコ、作曲家
- 1959年 - メル・ゲイナー、ミュージシャン、ドラマー
- 1961年 - 坂上味和、女優
- 1962年 - エリック・デービス、元プロ野球選手
- 1963年 - 片山右京、F1ドライバー、登山家
- 1963年 - 森博幸、元プロ野球選手
- 1963年 - 伊藤敦規、元プロ野球選手
- 1964年 - 来栖正之、毎日放送アナウンサー
- 1965年 - 大桃美代子、タレント、女優
- 1965年 - 藤村忠寿、『水曜どうでしょう』チーフディレクター
- 1965年 - 香田勲男、元プロ野球選手
- 1965年 - 間野直樹、元アイスホッケー選手
- 1966年 - 横山一敏、俳優、スーツアクター
- 1966年 - ジャン・ヴァン・デ・ヴェルデ、プロゴルファー
- 1967年 - 斉藤繁、政治家、北海道上富良野町長
- 1967年 - 安藤学、元プロ野球選手
- 1967年 - ノエル・ギャラガー、ミュージシャン、ギタリスト
- 1967年 - アレッシャンドレ・タデウ・ガーロ、元サッカー選手、指導者
- 1968年 - 佐佐木勝彦、漫画家
- 1969年 - 正木慎也、俳優、タレント、歌手（元忍者）
- 1969年 - 安田優子、タレント、ラジオパーソナリティ
- 1969年 - 麻耶雄嵩、推理作家
- 1969年 - 斎藤淳、元政治家、政治学者、イェール大学助教授
- 1969年 - 諸積兼司、元プロ野球選手
- 1969年 - ペーテル・カールソン、卓球選手
- 1969年 - 小林順、ディレクター、放送作家（+ 2024年）
- 1970年 - 武田祐子、アナウンサー
- 1970年 - ヘリョン、マルチタレント
- 1970年 - ロベルト・ディ・マッテオ、元サッカー選手、指導者
- 1971年 - 服部浩子、歌手
- 1971年 - 吉村洋子、元アナウンサー
- 1972年 - 手島里華、アナウンサー
- 1973年 - アルパイ・オザラン、サッカー選手
- 1973年 - 金田朋子、声優、ナレーター、タレント
- 1974年 - 山岡聡子、スノーボード選手
- 1974年 - 楠田香穂里、元バスケットボール選手
- 1975年 - 目黒陽子、フリーアナウンサー
- 1975年 - メラニー・ブラウン、歌手（スパイス・ガールズ）
- 1976年 - 伊勢谷友介、俳優
- 1976年 - 安藤淳子、政治家
- 1976年 - ジェリー・ヘアストン・ジュニア、元プロ野球選手
- 1977年 - 網野泰寛、華道家
- 1977年 - 十川孝富、元プロ野球選手
- 1978年 - 桂二乗、落語家
- 1978年 - セバスチャン・グロジャン、テニス選手
- 1979年 - 秋場信人、実業家、ラジオパーソナリティ
- 1979年 - 木島良輔、元サッカー選手
- 1980年 - 神田愛花、アナウンサー
- 1980年 - 高橋美佳子[5]、声優
- 1980年 - 白嗟承、元プロ野球選手
- 1980年 - 笑福亭茶光、落語家、お笑いタレント（元ヒカリゴケ）
- 1980年 - 長尾純子、女優
- 1981年 - 芳賀俊和、ミュージシャン（えちうら）
- 1981年 - アンドレイ・アルシャヴィン、サッカー選手
- 1982年 - 金泰均、元プロ野球選手
- 1982年 - 金子勇樹、元サッカー選手
- 1982年 - アナ・ベアトリス・バロス、スーパーモデル
- 1982年 - エハラマサヒロ、お笑い芸人
- 1982年 - ナタリア・ドブルインスカ、混成競技選手
- 1982年 - 利根健太朗、声優
- 1983年 - 横山だいすけ、歌手、俳優
- 1983年 - 寺岡のぞみ、アナウンサー、タレント
- 1983年 - 木村天鮮、キックボクサー
- 1983年 - 髙橋聡文 、元プロ野球選手
- 1984年 - 水越健、声優
- 1984年 - ノリアキ、ミュージシャン
- 1984年 - アサウラ、小説家、脚本家、漫画原作者
- 1984年 - カーメロ・アンソニー、バスケットボール選手
- 1985年 - キーラ・グレイシー、ブラジリアン柔術家
- 1985年 - 于静、スピードスケート選手
- 1985年 - 滝口幸広、俳優（+ 2019年）
- 1986年 - 小島梨揮、実業家、ウィルゲート創業者
- 1986年 - 大橋雅法、元プロ野球選手
- 1986年 - 高島毅、元プロ野球選手
- 1986年 - 山下訓広、元サッカー選手
- 1986年 - ホーンズワグル、プロレスラー
- 1986年 - YU-A、シンガーソングライター
- 1987年 - yun*chi、歌手、モデル
- 1987年 - 谷麻紗美、グラビアアイドル
- 1988年 - Rover、歌手（ベリーグッドマン）
- 1989年 - 又地諒、配管工
- 1989年 - アンヘル・クアン、プロ野球選手
- 1990年 - 石田ニコル、ファッションモデル
- 1990年 - ジョー・ビアジーニ、プロ野球選手
- 1990年 - トレバー・ローゼンタール、プロ野球選手
- 1990年 - ティボー・ピノ、ロードレース選手
- 1991年 - 早見沙織、声優
- 1991年 - 千代ノ皇王代仁、大相撲力士
- 1991年 - 近藤大亮、プロ野球選手
- 1991年 - ヒカル、 YouTuber
- 1991年 - ヤイメ・ペレス、円盤投選手
- 1993年 - 三浦由美子、元野球選手
- 1993年 - 松井ケムリ、お笑いタレント（令和ロマン）
- 1994年 - 林家たま平、落語家
- 1995年 - 森田彩花、アイドル（元NMB48）
- 1995年 - 金子一輝、元プロ野球選手
- 1995年 - 松井聖、元プロ野球選手
- 1995年 - コナー・メネズ、プロ野球選手
- 1996年 - 小湊よつ葉 、AV女優、歌手（元フェアリーズ）
- 1996年 - 堀詩音、アイドル（元NMB48）
- 1996年 - ころん、歌手（すとぷり）
- 1996年 - ハウヴォル＝エグナー・グランルード、スキージャンプ選手
- 1997年 - 一山麻緒、陸上競技選手
- 1997年 - タイラー・ネビン、プロ野球選手
- 1998年 - 坂倉将吾、プロ野球選手
- 1998年 - 橘田健人、サッカー選手
- 1998年 - 佐々木舞音、TBSアナウンサー
- 2000年 - 中神拓都、元プロ野球選手
- 2000年 - 齊藤英里、モデル
- 2001年 - 八木梨早、フリーアナウンサー
- 2002年 - 中森俊介、プロ野球選手
- 2007年 - 仲村悠菜、アイドル（私立恵比寿中学）
- 生年非公表 - 酒井美沙乃、声優

## 忌日

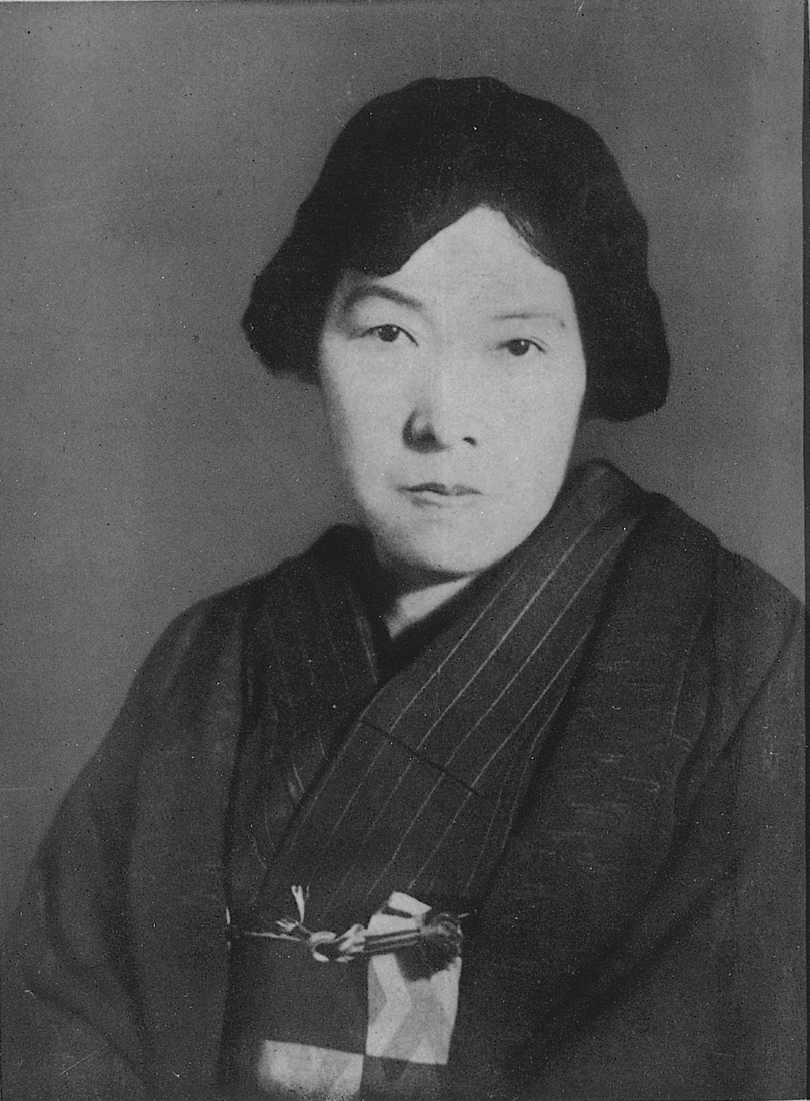
歌人与謝野晶子(1878-1942)没。

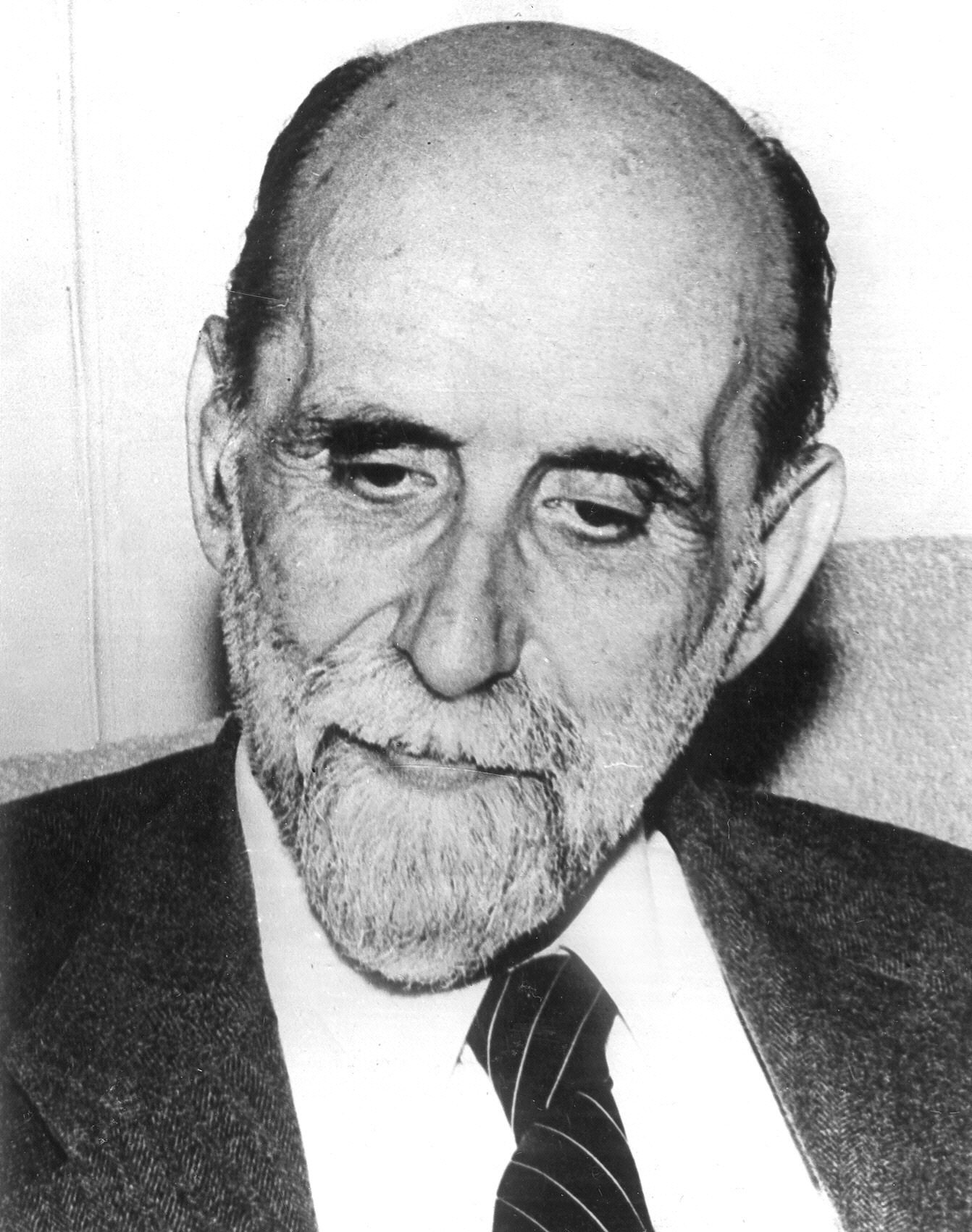
詩人フアン・ラモン・ヒメネス(1881-1958)没。

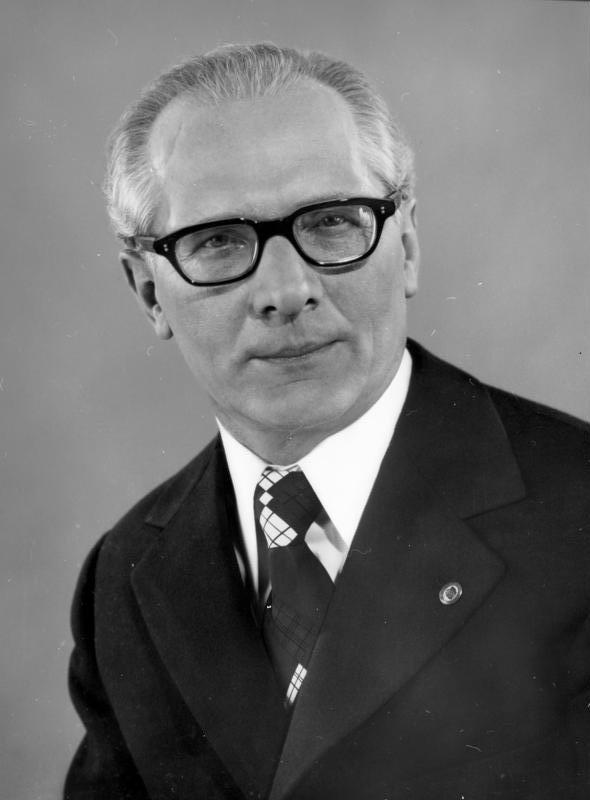
東ドイツの政治家エーリッヒ・ホーネッカー(1912-1994)没。

- 707年（慶雲4年4月24日） - 威奈大村、貴族（* 662年）
- 1293年（正応6年4月22日） - 平頼綱、北条氏得宗家の御内人（* 生年不詳）
- 1379年 - エンリケ2世、カスティーリャ王（* 1333年）
- 1425年（洪熙元年5月12日） - 洪熙帝、第4代明皇帝（* 1378年）
- 1453年 - コンスタンティノス11世パレオロゴス、東ローマ帝国最後の皇帝（* 1405年）
- 1500年 - バルトロメウ・ディアス、探検家（* 1450年頃）
- 1561年（永禄4年4月6日） - 正木時茂、武将、里見氏重臣（* 1513年）
- 1579年（天正7年5月4日） - 千葉胤富、下総国の戦国大名（* 1527年）
- 1586年 - アダム・ロニチェル、本草学者（* 1528年）
- 1611年（慶長16年4月7日） - 浅野長政、武将、五奉行の1人（* 1547年）
- 1629年（寛永6年4月7日） - 八条宮智仁親王、江戸時代の皇族（* 1579年）
- 1713年（正徳3年5月6日） - 大橋宗桂 (5代)、将棋指し（* 1636年）
- 1744年（延享元年4月18日） - 松平信祝、江戸幕府老中（* 1683年）
- 1790年 - イズラエル・パットナム、アメリカ独立戦争期の大陸軍将軍（* 1718年）
- 1814年 - ジョゼフィーヌ・ド・ボアルネ、ナポレオンの妻（* 1763年）
- 1829年 - ハンフリー・デービー、化学者（* 1778年）
- 1833年 - アンゼルム・フォイエルバッハ、法学者（* 1775年）
- 1847年 - エマニュエル・ド・グルーシー、フランス第一帝政の元帥（* 1766年）
- 1858年 - ヨハン・モーリッツ・ルゲンダス、画家（* 1802年）
- 1862年 - ヘンリー・バックル、歴史学者（* 1821年）
- 1866年 - ウィンフィールド・スコット、アメリカ陸軍の名誉中将（* 1786年）
- 1874年 - 小政、俠客（* 1842年）
- 1892年 - バハーウッラー、バハイ教教祖（* 1817年）
- 1896年 - ガブリエル・オーギュスト・ドブレ、地質学者（* 1814年）
- 1897年 - ユリウス・フォン・ザックス、植物学者　（* 1832年）
- 1906年 - 沖牙太郎、実業家、明工舎（現沖電気工業）創業者（* 1848年）
- 1910年 - ミリイ・バラキレフ、作曲家（* 1837年）
- 1911年 - ウィリアム・S・ギルバート、劇作家
- 1919年 - ロバート・ベイコン、アメリカ合衆国国務長官（* 1860年）
- 1925年 - ヴィトリド・ツェラスキー、天文学者（* 1849年）
- 1935年 - ヨゼフ・スーク、作曲家（* 1874年）
- 1942年 - ジョン・バリモア、俳優（* 1882年）
- 1942年 - 与謝野晶子、作家、歌人、女性解放思想家、フェミニスト（* 1878年）
- 1943年 - 山崎保代、軍人、日本陸軍の中将（* 1891年）
- 1951年 - ファニー・ブライス、コメディアン、モデル、歌手、女優（* 1891年）
- 1951年 - ヨゼフ・ボフスラフ・フェルステル、作曲家（* 1859年）
- 1953年 - 柳澤健、外交官、詩人（* 1889年）
- 1956年 - ヘルマン・アーベントロート、指揮者（* 1883年）
- 1957年 - ハーバート・ラング、動物学者（* 1879年）
- 1958年 - フアン・ラモン・ヒメネス、詩人（* 1881年）
- 1961年 - アーノルド・ゲゼル、心理学者、小児科医（* 1880年）
- 1963年 - ヴィッサリオン・シェバリーン、作曲家（* 1902年）
- 1963年 - 橋本多佳子、俳人（* 1899年）
- 1964年 - 大野伴睦、政治家、元衆議院議長（* 1890年）
- 1966年 - ヒッポ・ボーン、元プロ野球選手（* 1888年）
- 1970年 - エヴァ・ヘス、彫刻家、画家（* 1936年）
- 1970年 - ジョン・ガンサー、ジャーナリスト、ノンフィクション・ライター（* 1901年）
- 1972年 - モー・バーグ、元プロ野球選手（* 1902年）
- 1973年 - P・ラムリー、俳優（* 1929年）
- 1977年 - バー・モウ、ビルマの独立運動家（* 1893年）
- 1978年 - 伊藤忠兵衛 (二代)、実業家（* 1886年）
- 1979年 - メアリー・ピックフォード、女優（* 1892年）
- 1981年 - 宋慶齢、中華人民共和国名誉主席、孫文夫人（* 1893年）
- 1982年 - ロミー・シュナイダー、女優（* 1938年）
- 1985年 - 田岡良一、法学者・京都大学名誉教授（* 1898年）
- 1987年 - 永竹威、陶芸研究家（* 1916年）
- 1989年 - ジョージ・ホーマンズ、社会学者（* 1910年）
- 1993年 - 戸山為夫、調教師、元騎手（* 1932年）
- 1994年 - エーリッヒ・ホーネッカー、政治家、元東独国家評議会議長（* 1912年）
- 1994年 - 矢沢大二、地理学者（* 1913年）
- 1995年 - 山際淳司、ノンフィクション作家、小説家、翻訳家（* 1948年）
- 1996年 - 美ち奴、芸者、歌手（* 1917年）
- 1996年 - タマーラ・トゥマーノワ、バレエダンサー（* 1919年）
- 1997年 - 吉岡清栄、政治家、元北海道滝川市長（* 1918年）
- 1997年 - ジェフ・バックリィ、シンガーソングライター（* 1966年）
- 1998年 - バリー・ゴールドウォーター、アメリカ合衆国上院議員（* 1909年）
- 1999年 - ジョアン・カルロス・ジ・オリヴェイラ、三段跳び選手（* 1954年）
- 2000年 - 長岡鉄男、オーディオ評論家（* 1926年）
- 2001年 - 武藤山治、政治家（* 1925年）
- 2001年 - 権藤恒夫、政治家（* 1930年）
- 2002年 - 杉靖三郎、生理学者、医師、評論家、翻訳家（* 1906年）
- 2002年 - 牛島春子、作家（* 1913年）
- 2002年 - 矢川澄子、作家、詩人、翻訳家（* 1930年）
- 2004年 - アーチボルド・コックス、アメリカ合衆国訟務長官（* 1912年）
- 2005年 - ジョージ・ロックバーグ、作曲家（* 1918年）
- 2005年 - ジョニー・セルボ＝ギャバン、レーシングドライバー（* 1942年）
- 2006年 - 鶴ヶ嶺昭男、元大相撲関脇、年寄14代井筒 （* 1929年）
- 2006年 - 岡田眞澄、俳優（* 1935年）
- 2006年 - 梶田孝道、社会学者（* 1947年）
- 2007年 - 堀敏一、東洋史学者、明治大学名誉教授（* 1924年）
- 2008年 - ハーヴェイ・コーマン、コメディアン、俳優（* 1927年）
- 2008年 - 安西徹雄、イギリス文学者、演出家（* 1933年）
- 2009年 - レジナルド・ゴリッジ、地理学者（* 1937年）
- 2009年 - 黒田恭一、音楽ライター（* 1938年）
- 2009年 - カリーヌ・リュビ、スノーボード選手、1998年長野五輪金メダリスト（* 1978年）
- 2010年 - デニス・ホッパー、俳優（* 1936年）
- 2011年 - マードル・フェレンツ、政治家、元ハンガリー大統領（* 1931年）
- 2011年 - セルゲイ・バガプシュ、政治家、元アブハジア大統領（* 1949年）
- 2011年 - 丸岡修、元日本赤軍幹部（* 1950年）
- 2012年 - 新藤兼人、映画監督、脚本家（* 1912年）
- 2012年 - ドク・ワトソン、ギタリスト（* 1923年）
- 2012年 - 藤田正蔵、実業家、元中鉄バス社長、元テレビせとうち社長（* 1928年）
- 2013年 - 土井茂、映画監督、テレビドラマ演出家（* 1928年）
- 2013年 - 潮田益子、ヴァイオリニスト（* 1942年）
- 2014年 - カールハインツ・ベーム、俳優（* 1928年）
- 2014年 - 三代目橘ノ圓、落語家（* 1935年）
- 2014年 - 博田東平、検察官、弁護士、政治家、元広島県尾道市長（* 1935年）
- 2014年 - 原貢、野球指導者、東海大学硬式野球部名誉総監督（* 1936年）
- 2014年 - ヴァルター・ゲーリング、発生生物学者（* 1939年）
- 2015年 - ドリス・ハート、テニス選手（* 1925年）
- 2015年 - ベッツィ・パーマー、女優（* 1926年）
- 2015年 - 暁照雄、漫才師（* 1937年）
- 2016年 - 関綾二郎、政治家、元東京都小金井市長（* 1911年）
- 2017年 - コンスタンディノス・ミツォタキス、政治家、元ギリシャ首相（* 1918年）
- 2017年 - 井戸田侃、刑事訴訟法学者、弁護士、立命館大学名誉教授（* 1928年）
- 2017年 - マヌエル・ノリエガ、軍人、政治家、元パナマ国家元首（* 1934年）
- 2018年 - 松下修也、チェリスト（* 1929年）
- 2018年 - パンチョ加賀美、ミュージシャン、ドラマー（* 1944年）
- 2018年 - 福富太郎、実業家（* 1931年）
- 2019年 - 川口衞、建築学者、法政大学名誉教授（* 1932年）
- 2019年 - 野山嘉正、近代詩歌研究者、東京大学名誉教授（* 1937年）
- 2020年 - 三野優美、政治家（* 1931年）
- 2020年 - クリストファー・ブロックルバンク＝ファウラー、政治家（* 1934年）
- 2020年 - ロン・J・ジョンストン、地理学者（* 1941年）
- 2021年 - ダニ・カラヴァン、彫刻家（* 1930年）
- 2021年 - B・J・トーマス、歌手（* 1942年）
- 2021年 - 大島賢三、外交官（* 1943年）
- 2021年 - ジョー・ララ、俳優（* 1962年）
- 2021年 - キース・ムリングス、プロボクサー、元WBC世界スーパーウェルター級王者（* 1968年）
- 2022年 - 小倉義光、気象学者、イリノイ大学名誉教授（* 1922年）
- 2022年 - ロニー・ホーキンス、ロックンロール歌手（* 1935年）
- 2022年 - レスター・ピゴット、騎手（* 1935年）
- 2022年 - 浜田マキ子、実業家、政治運動家、エッセイスト、元DHCテレビジョン社長（* 1942年）
- 2022年 - ターザン後藤、元プロレスラー（* 1963年）
- 2023年 - 霜田光一、物理学者、東京大学名誉教授（* 1920年）
- 2023年 - 五代目岩井紫若、舞踊家（* 1925年）
- 2023年 - 渡辺勉、プロ野球選手（* 1949年）
- 2023年 - 中島国章、プロ野球スカウト（* 1952年）
- 2024年 - 榊原伊三、政治家、元愛知県半田市長（* 1940年）
- 2024年 - マンフレート・ヴォルケ、ボクサー、ボクシング指導者、1968年メキシコシティ五輪金メダリスト（* 1943年）
- 2024年 - ラリー・キャノン、プロバスケットボール選手（* 1947年）
- 2024年 - 笑福亭智六、落語家（* 1979年）
- 2025年 - 床朝、大相撲床山（* 1962年）

## 記念日・年中行事

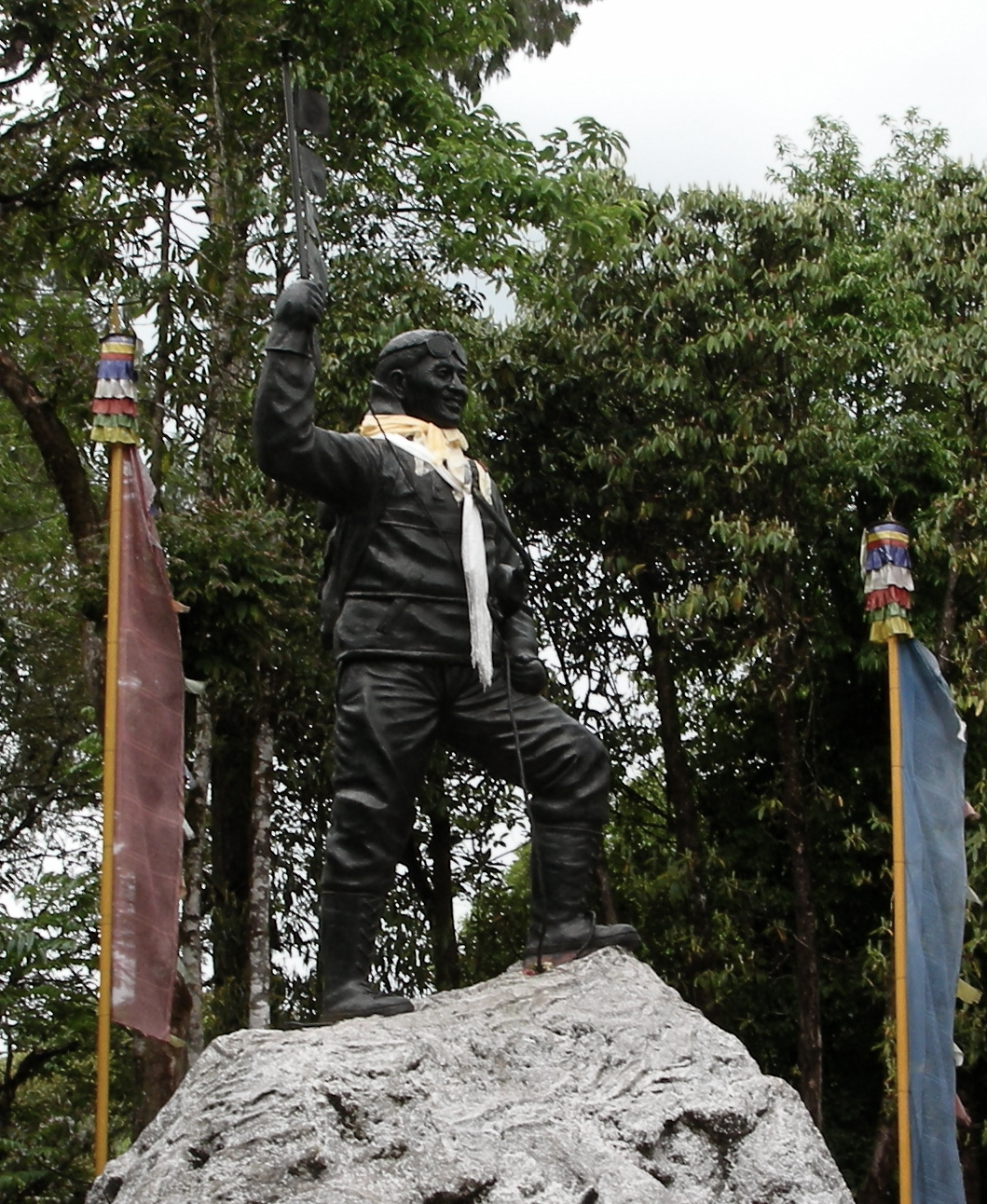
エドモンド・ヒラリーとテンジン・ノルゲイ（画像）、エベレストに人類初登頂(1953)

- 国連平和維持要員の国際デー（英語版）（ 世界）
2002年の国連総会で採択された国際デーの1つ。国連平和維持活動 (PKO) にかかわった全ての人の献身と勇気を称え、PKOで命を失った人々を追悼する日。
- エベレスト登頂記念日
1953年5月29日、ニュージーランドのエドモンド・ヒラリーとシェルパ族のテンジン・ノルゲイが、世界で初めて世界最高峰のエベレストの登頂に成功したことから。
- 民主化の日（英語版）（ ナイジェリア）
1999年のこの日、ナイジェリア初の民主的選挙で大統領に当選したオルシェグン・オバサンジョが大統領に就任したことを記念。
- こんにゃくの日（ 日本）
全国こんにゃく協同組合連合会が1989年に制定。「こ(5)んに(2)ゃく(9)」の語呂合わせ[6]。
- 呉服の日（ 日本）
全国呉服小売組合総連合会が制定。「ご(5)ふ(2)く(9)」の語呂合わせ[7]。
- 白桜忌／白櫻忌／晶子忌
歌人与謝野晶子の忌日。白桜忌という名称は、晩年の晶子が好んだ白いソメイヨシノの花にちなむ[8]。